# Astaena pilosa
Astaena pilosa är en skalbaggsart som beskrevs av Moser 1921. Astaena pilosa ingår i släktet Astaena och familjen Melolonthidae. Inga underarter finns listade.